# Monica Otero
Monica Otero (Andradina, ) é uma ultramaratonista brasileira.

## História
Após ter superado duas vezes um câncer de intestino, teve sua primeira experiência como peregrina  percorrendo o Caminho de Santiago na Espanha. Ao voltar para o Brasil percorreu o Caminho do Sol, entre Santana de Parnaíba e Águas de São Pedro, no estado de São Paulo. O resultado foi a paixão por caminhadas e o passo seguinte foi iniciar a sua participações em ultramaratonas.. Até se tornar em 2007 a primeira mulher da América do Sul a completar os 217 km da ultramaratona de Badwater (EUA). 